# Somagalags Montes
I Somagalags Montes sono una struttura geologica della superficie di Venere.